# Людвіг Матес
Людвіг Матес (нім. Ludwig Mathes; 23 листопада 1908, Кайзерслаутерн — 13 березня 1940, Північне море) — німецький офіцер-підводник, корветтен-капітан крігсмаріне.

## Біографія
В 1928 році вступив на флот. З 7 вересня 1935 по 30 вересня 1937 року — командир підводного човна U-6, з 1 жовтня 1937 по 18 вересня 1939 року — U-9, на якому здійснив 1 похід (22 дні в морі), з 4 листопада 1939 року — U-44, на якому здійснив 2 походи (разом 36 днів у морі). 13 березня 1940 року U-44 підірвався на мінному полі в загородженні №7 поблизу північного узбережжя Нідерландів, яке встановили британські есмінці «Експрес», «Еск», «Ікарус» та «Імпалсів». Всі 47 членів екіпажу загинули.
Під час першого походу на U-44 (6 січня — 9 лютого 1940) потопив 8 кораблів водотоннажністю 30 885 тонн. Карл Деніц високо оцінив досягнення Матеса і сказав, що його завдання було «відмінно виконане».
| Дата          | Назва корабля           | Тип               | Тоннаж | Вантаж | Екіпаж | Загинули | Країна             | Конвой |
| ------------- | ----------------------- | ----------------- | ------ | --- | ------ | -------- | ------------------ | ------ |
| 15 січня 1940 | Fagerheim               | Торговий пароплав | 1,590  | | 20     | 15       | Норвегія           |        |
| 15 січня 1940 | Arendskerk              | Торговий теплохід | 7,906  | 4000 тон генеральних вантажів, включаючи колючий дріт, оцинковану бляху, цвяхи, залізо, латунні труби і пошту | 65     | 0        | Нідерланди         |        |
| 16 січня 1940 | Panachrandos            | Торговий пароплав | 4,661  | | 31     | 31       | Королівство Греція |        |
| 18 січня 1940 | Canadian Reefer         | Торговий теплохід | 1,831  | Апельсини і грейпфрути                                                                                        | 26     | 0        | Данія              |        |
| 20 січня 1940 | Ekatontarchos Dracoulis | Торговий пароплав | 5,329  | 7511 тонн пшениці і генеральних вантажів                                                                      | ?      | 6        | Королівство Греція |        |
| 24 січня 1940 | Alsacien                | Торговий пароплав | 3,819  | 3550 тонн фосфату                                                                                             | ?      | 4        | Франція            | 56-KS  |
| 25 січня 1940 | Tourny                  | Торговий пароплав | 2,769  | Генеральні вантажі                                                                                            | 17     | 8        | Франція            | 56-KS  |
| 28 січня 1940 | Flora                   | Торговий пароплав | 2,980  | Баласт | 25     | 25       | Королівство Греція |        |

## Звання
- Морський кадет (10 жовтня 1928)
- Фенріх-цур-зее (1 січня 1930)
- Лейтенант-цур-зее (1 жовтня 1932)
- Оберлейтенант-цур-зее (1 вересня 1934)
- Капітан-лейтенант (1 червня 1937)
- Корветтен-капітан (1 березня 1940

## Нагороди
- Медаль «За вислугу років у Вермахті» 4-го і 3-го класу (12 років)